# Svetlana Kuzina
Svetlana Vladimirovna Kuzina (em russo, Светлана Владимировна Кузина: Moscou, 8 de junho de 1975) é uma jogadora de polo aquático russa, medalhista olímpica.

## Carreira
Svetlana Kuzina fez parte do elenco medalha de bronze em Sydney 2000